# Hygrochroa erecta
Hygrochroa erecta är en fjärilsart som beskrevs av Paul Dognin 1916. Hygrochroa erecta ingår i släktet Hygrochroa och familjen silkesspinnare. Inga underarter finns listade i Catalogue of Life.